# Andurma
Andurma è un comune dell'Azerbaigian situato nel distretto di Lerik. Conta una popolazione di 577 abitanti.